# Jackson Avery
Pour les articles homonymes, voir Avery.
 (novembre 2020).
Si vous disposez d'ouvrages ou d'articles de référence ou si vous connaissez des sites web de qualité traitant du thème abordé ici, merci de compléter l'article en donnant les références utiles à sa vérifiabilité et en les liant à la section « Notes et références ».
Jackson Avery est un personnage de fiction de la série télévisée américaine Grey's Anatomy joué par l'acteur Jesse Williams. Il est introduit dans la saison 6 (épisode Invasion), à la suite de la fusion avec le Seattle Grace Hospital. Il apparait comme un personnage récurrent puis devient régulier dans la saison 7.
La ligne conductrice du personnage repose sur Jackson essayant de devenir un brillant chirurgien par ses propres moyens, sans profiter de la réputation de son éminent grand-père. Au fil des épisodes,  il se spécialise dans la Chirurgie plastique après avoir travaillé avec Mark Sloan (Eric Dane) qui devient son mentor. Jackson a également trois relations importantes, dans l'ordre : Lexie Grey (Chyler Leigh), April Kepner (Sarah Drew) et Maggie Pierce (Kelly McCreary). Il se marie avec Kepner, avec qui il aura deux enfants : un fils Samuel mort-né puis une fille Harriet.

## Histoire du personnage
Le personnage de Jackson Avery apparaît dans 264 épisodes de l'univers de Grey's Anatomy : 257 fois dans la série mère et 7 fois dans Station 19.
Petit-fils de Harper Avery, un des chirurgiens les plus connus dans le pays et créateur du prestigieux prix Harper Avery. Il a grandi dans une atmosphère favorable au métier de chirurgien lors des dîners de son grand-père ce qui lui a donné l'envie de le devenir. Il est arrivé dans l'équipe du Seattle Grace durant la fusion de l'hôpital avec Mercy West en tant que résident.

### Saison 6
Jackson est résident au Mercy West Hospital, il rejoint le Seattle Grace Mercy West Hospital lors de la fusion avec le Seattle Grace Hospital en même temps qu'April Kepner, Reed Adamson et Charles Percy. Dans l'épisode 16, on apprend que Jackson est le petit fils de Harper Avery (le fondateur du Prix Harper Avery). Son grand-père essaie de le convaincre de prendre un poste au Massachusetts General Hospital, mais Jackson refuse. 
À la suite d'une fusillade à l’hôpital, dans laquelle il perd deux amis (Charles et Reed), il est obligé d'opérer Derek Sheperd avec Cristina Yang en la présence du tueur fou dans le bloc.

### Saison 7
Après la fusillade, il emménage avec April Kepner chez Meredith.
L'intérêt de Jackson pour la sœur de Meredith, Lexie Grey s'intensifie et ils commencent une relation. 
À l'hôpital, Jackson commence à travailler avec Mark Sloan, le chef du service de la chirurgie plastique, bien que ce dernier ait eu une relation avec Lexie. Cependant, Lexie ne peut pas supporter que les deux hommes travaillent ensemble et exprime encore des sentiments pour Mark. La relation entre Jackson et Lexie se termine.

### Saison 8
À la fin de la cinquième année de résidence, les examens arrivent et la nuit précédente, Jackson couche avec April alors encore vierge. Cela provoque une confusion chez April qui a rompu sa promesse envers Jésus. Leurs relations continuent pendant la période des examens sous l'emprise du stress.
Jackson est soutenu lors de cette période par sa mère, Catherine Avery, elle-même chirurgienne et examinatrice lors de ces examens. Jackson, Meredith, Cristina et Alex réussissent leur examen alors qu'April échoue. 
Alors que Jackson a de vrais sentiments pour elle, elle le repousse car elle le pense responsable de son échec par les relations sexuelles qu'ils ont eues pendant les examens.  
À la fin de l'année, Jackson apprend à April qu'il part pour un poste au Tulane Medical Center bien qu'il soit triste de la laisser ici ainsi que de quitter le Seattle Grace Mercy West Hospital.
Finalement, Jackson reste au Seattle Grace Mercy West Hospital après l'accident d'avion dont sont victimes un bon nombre de ses collègues et provoquant la mort de Lexie et de Marc.

### Saison 9
Il opère la main de Derek avec Callie afin que celui-ci puisse de nouveau opérer.  
April et Jackson continuent à coucher ensemble. À la suite de l'hypothèse d'une éventuelle grossesse, elle avertit Jackson qui  lui propose de se marier et de fonder un foyer avec lui, April approuve. La prise de sang d'April s'avère négative et cette dernière clame haut et fort son remerciement envers Dieu et dit à Jackson que c'est une bonne nouvelle car elle n'aura pas à se marier avec lui. Jackson est peiné et s'aperçoit que ses sentiments ne sont pas réciproques, il se résout à devoir faire une pause avec elle. 
Le jour du mariage de Bailey, April et Jackson cherchent par tous les moyens à ne pas aller ensemble au mariage pour ne pas réveiller leur tension sexuelle. April impose alors à Jackson d'inviter Stéphanie et pour se venger, Jackson impose à April de s'y rendre avec Ross. Stéphanie et Jackson finissent finalement par coucher ensemble puis finissent par sortir ensemble.  
Afin de combler leurs dettes, le Seattle Grace Mercy West Hospital doit déposer le bilan, c'est finalement la fondation Avery, dont la mère de Jackson est à la tête qui va racheter l'hôpital. Jackson est nommé à la tête du conseil d'administration du nouvel hôpital qu'il baptise Grey-Sloan Memorial Hospital en hommage à Lexie et Marc.

### Saison 10
April et lui redeviennent amis jusqu'au mariage de cette dernière. Pendant la cérémonie (épisode 10X12) , Jackson se rend compte qu'il aime April. Il se lève (alors qu'il est venu au mariage avec Stephanie, sa petite amie) et arrête la cérémonie en lui déclarant son amour. "I love you, April. I always have. I love everything about you. Even the things I don't like, I love. And I want you with me. I love you, and I think...that you love me too. Do you?”. 
Lors de l'épisode 13 de la saison 10, on constate qu'April a choisi Jackson et qu'ils se sont mariés. Ils doivent alors faire face aux réflexions désobligeantes des infirmières et secouristes qui n'ont pas approuvé leur comportement et soutiennent Stéphanie, la petite amie délaissée et humiliée. Jackson tente de s'excuser auprès de Stéphanie qui lui fait comprendre qu'elle ne veut pas de ses excuses mais fera en sorte d'entretenir à l'avenir des rapports professionnels.   
Lors de l'épisode 16 de la saison 10, il reçoit la visite de sa mère Catherine Avery, qui soupçonne April d'avoir épousé son fils pour l'argent. Jackson est très en colère contre sa mère. April accepte de signer un contrat de mariage,ne lui donnant aucun droit sur les biens des Avery. April va obliger Jackson à se réconcilier avec sa mère et commencera une conversations sur leurs croyances et ce qu'ils veulent inculquer à leurs enfants.   
Lors de l'épisode 10X17, dans une vie alternative, on voit que Jackson et April ont une fille. Mais à cause d'un accident de la main, Jackson est devenu alcoolique et a perdu son emploi de chirurgien. On le voit avec des cheveux longs et une barbe lors d'une scène coupée de l'épisode 10X17.  
Dans l'épisode 10X19, Jackson utilise sa carte de crédit personnelle pour faciliter le transfert d'un organe pour un patient mineur. Sa femme, qui essaie de rester économe et simple, est dépassée d'apprendre qu'il a plafond de paiement de plus de 25 000 dollars. Jackson montre son côté affectueux également, car il a lavé et plié les sous-vêtements de sa femme, qui ne trouvait pas le temps de faire une machine et refusait d'aller au pressing.   
Épisode 10X20, une grande dispute éclate entre Jackson et April, sur la foi. April étant croyante et Jackson trouvant l'idée d'une puissance supérieure, ridicule.   
Lors de l'épisode 21 de la saison 10, on apprend lors d'une dispute entre April et son mari qu'elle est enceinte.
Dans l'épisode suivant, les choses sont toujours un peu tendues entre Jackson et April. Ils vont ensemble faire l'échographie pour le bébé. April cherche des prénoms mais Jackson est préoccupé. En effet, Webber a réuni le conseil sans qu'il n'en soit averti. Webber accuse la fondation d'être responsable du fait que Yang n'ait pas reçu le prix Harper Avery car elle le méritait. Il tient donc Jackson responsable. April voit l'animosité de Webber envers son mari et décide de prendre sa défense, ce qui cloue le bec de tout le monde. Plus tard, Jackson la rejoint dans la chapelle de l'hôpital, et lui dit qu'il est prêt à aller à l'église avec elle, même s'il ne pense pas changer d'avis sur la foi.
Épisode 10X23. April et Jackson se promette de garder encore le secret de sa grossesse. Mais face aux cas qu'il rencontre, Jackson avoue devant Stéphanie qu'il attend un bébé avec sa femme. Et April avoue à Callie qu'elle est enceinte pour justifier le fait que lors d'examens médicaux, elle évitait les rayons X (radiographies).
Épisode 10X24. Lors d'une fausse alerte à l'attentat, April stresse pour son bébé. Comment éduquer un enfant dans un monde si cruel. Elle est consolée par Catherine Avery. Jackson lui, fait accoucher une femme et est ému. À la fin de la journée, ils se voient et Jackson lui dit que s'il le faut, il pourra la faire accoucher de leur enfant. April l'enlace et lui dit que leur bébé ira bien.

### Saison 11
Au début de la saison, April encourage Jackson à sortir Owen qui semble être dévasté depuis le départ de Cristina. Il met en place un programme d'aide aux anciens soldats amputés, avec Owen et Callie. Il doit néanmoins jouer aux gendarmes quand ces derniers se disputent publiquement dans l’hôpital. Il explique à Callie qu'il aime opérer mais qu'avec toutes ses responsabilités administratives, il n'opère pas autant qu'il le voudrait. 
Dans la suite des épisodes, la mère d'April rend visite à Jackson et April. Elle est envahissante pour April, mais Jackson aime sa présence. Il trouve que c'est la personne la plus adorable qui soit. Il lui explique qu'il n'a jamais été très famille à cause de la sienne, qu'il ne sait pas du tout comment être un bon père et que sa mère l'aide beaucoup. À la fin de l'épisode, on voit Jackson et April dans la future chambre du bébé. Il a construit une chaise pour bercer l'enfant. April lui dit qu'elle est parfaite et qu'il sera un père génial. Lors d'une opération, Derek lui demande s'ils attendent une fille ou un garçon. Jackson lui explique qu'ils ne veulent pas savoir même si c'est plus une idée d'April et qu'il est très stressé. Derek lui dit que l'inattendu a du bon. Quand il rejoint April, il lui dit être inquiet tout le temps et ne comprend pas comment elle fait pour ne pas l'être aussi. Elle lui répond qu'il sait pourquoi elle n'est pas inquiète, il sourit et se souvient de sa foi. Il sait que pour elle, ils sont entre les mains de Dieu. Elle souligne, qu'elle ne sait pas comment lui fait pour juste croire que les choses arrivent comme ça, sans raison. Ils rient ensemble. Plus tard, Stephanie fait passer l'examen de routine à April. Elle révèle que le bébé est un garçon en lui disant qu'il est dans une position comme le serait un petit Bouddha. Quand Jackson entre dans la pièce, April ne lui dit rien de l'erreur de Stephanie. Cependant, pendant que Jackson et April parlent, Stephanie voit quelque chose d'inquiétant sur l'écran. Elle demande un avis à Arizona et le docteur Hermann qui trouvent une anomalie au bébé, qui soit mourra à la naissance, soit ne vivra que quelques jours ou semaines. April va s'excuser auprès de Stephanie pour avoir été un peu dure avec elle quand elle a fait l'erreur de lui dire pour le sexe du bébé. Et Stephanie la prendra dans ses bras sans qu'April ne comprenne. Stephanie ira voir encore le docteur Hermann, au cas où il y aurait encore une possibilité de sauver le bébé. Mais le docteur Hermann est formel, il n'y a pas d'espoir. À ce moment Jackson, qui lisait un texto, sort de l'ascenseur en souriant. Il peut juste entendre la dernière phrase du docteur Hermann, disant à Stephanie "C'est dommage, il est si mignon, positionné comme un petit Bouddha". Le docteur Hermann s'éloigne et Stephanie se retourne la mine triste avec la tablette en main. Jackson la confronte et lui demande de quoi il s'agit. Jackson apprend à April qu'il y a un problème avec le bébé. April est bouleversée. Pour pouvoir se changer les idées, elle veut travailler. Mais sur les conseils de Jackson, Hunt la sort d'un bloc où elle opère. Elle confronte Jackson lui reprochant de trop la couver. Jackson se sent impuissant face à sa souffrance. Il s'isole dans une pièce où il s'effondre en pleurs. April est sur les nerfs toute la journée. Finalement, Jackson la tient à l'œil de loin. À la fin de la journée, ils parlent. April qui a refusé toute la journée d'être prise dans ses bras, explique à son mari qu'elle a peur que s'il l'enlace, elle s'effondre. Jackson comprend et lui répète que tout ce qu'il veut c'est être là pour elle si elle en a besoin. À ce moment, April annonce à Jackson qu'elle attend un garçon et éclate en sanglots. Jackson, les larmes aux yeux, la prend dans ses bras. Jackson et April attendent de savoir de quel type de maladie exactement souffre leur bébé. En fonction du type, les chances du bébé changent, le pire des cas étant le type 2. Jackson veut parler avec April du cas où leur enfant serait de type 2. Mais April refuse la confrontation et surtout s'imaginer cette option. Jackson avoue que si le bébé est de type 2, pour lui, il faudrait stopper la grossesse. Ce qu'April ne veut pas. Voulant avant tout supporter, et faire sentir à son enfant qu'il est désiré, aimé et entouré. La maman d'April s'en mêle et s'ensuit une dispute entre la mère d'April qui pense qu'il ne faut pas savoir et laisser les choses se faire en faisant confiance à Dieu. Et Jackson qui veut enlever toutes spiritualités de cette affaire. April s'emporte et leur dit qu'ils ne l'aident pas et que dans cette situation, elle se sent seule. Finalement, la veille des résultats du test, on voit April allongée dans son lit et Jackson qui la rejoint, se colle à elle en la prenant dans ses bras, entrelace leur doigts et caresse son ventre.
Dans le 11e épisode (April est la voix off). Jackson et April attendent les résultats du test. Voyant qu'Arizona attend le docteur Hermann pour le leur annoncer, Jackson comprend que c'est mal parti. Le bébé est de type 2. Jackson et April pleurent dans une pièce chacun dans les bras de l'autre. Catherine Avery est arrivée de Boston pour les aider. Elle vient parler à April et la console, lui parle par rapport à sa foi. Lui conseillant de prendre le temps de trouver un jour pour provoquer l'accouchement, puis de pouvoir passer un peu de temps avec son bébé, lui donner un nom, chanter et prier pour lui, et le faire baptiser. Et laisser Dieu le reprendre. April semble être touchée même si elle n'exclut pas le fait qu'un miracle est possible aussi. Durant tout l'épisode, les autres personnages vont allumer une bougie chacun à leur tour, dans la chapelle de l'hôpital sous le conseil d'Amélia Sheperd. On revoit des flash back's d'April et Jackson. Le moment où ils s'enfuient du mariage, le moment où Jackson a construit la chaise pour la chambre de bébé, leur première fois à San Francisco, le moment où ils cachaient être mariés, etc. Le docteur Hermann fait signer des documents à Jackson et April concernant le bébé. Avec le certificat de décès qu'elle veut leur faire signer à l'avance. Jackson trouve cela inapproprié et April se braque et refuse de signer. Plus tard, April accepte de stopper la grossesse. Ils ont pris une chambre, et se demande quel nom donner. April ne veut pas d'un nom de famille qui soit pris pour un prénom. Jackson fait semblant de s'offusquer étant donner que lui-même porte un nom de famille comme prénom. Jackson  commence une phrase et April sait déjà ce qu'il va dire. Ils sourient car Jackson et elle, en ont sûrement déjà parlé, elle ne veut pas donner le prénom "Norbert" un oncle que Jackson affectionne. April prétextant que c'est le genre de prénom des enfants à qui on vole le déjeuner à l'école. Ils se regardent, complices, et sourient. Puis se souviennent de la situation dans laquelle ils sont. Le docteur Hermann entre et comprend qu'elle dérange. Quand elle sort, April se rend compte de ce qu'ils vont faire. Elle panique et ne peut pas le faire car ils n'ont pas encore de prénom et surtout ils le voient tous les jours en médecine, les miracles arrivent. Elle part. Jackson la rattrape à l'entrée des urgences. Elle est frustrée, triste, désespérée. Elle se rend compte de son parcours en tant que chrétienne et sent que Dieu l'a abandonnée. Elle sent sa situation cruelle et tellement injuste. Jackson est tellement blessé de la voir si triste. Elle rentre aux urgences car elle dit avoir besoin de travailler. Jackson se rend à la chapelle. Il prie de façon maladroite car n'étant pas croyant, il ne sait pas comment faire. Puis il craque et demande à Dieu de se montrer pour April. Il reste là en pleure. April trouve une patiente qui a perdu son mari la veille et qui est déboussolée. En la consolant elle est apaisée et sent une force en elle revenir. Elle y voit un signe de Dieu. Jackson la voit et elle lui sourit. Elle s'avance vers lui et lui dit "Samuel Norbert Avery". Ce qui sera le nom de leur fils. On les voit retourner dans la chambre, où elle accouche, avec Jackson à ses côtés la soutenant. Ils prennent le bébé dans leur bras. On voit le bébé être baptisé. Puis on les voit seuls avec le bébé. April dit qu'il vient de serrer de son doigt puis qu'il l'a lâché. On les voit partir à deux de l'hôpital. Amélia se rend à la chapelle et voit que toutes les bougies sont allumées. Elle s'assied et Hunt la rejoint. Elle lui explique que son bébé à elle, a vécu 43 minutes. 
[Cet épisode a été salué par la critique, ainsi que la grande performance de Sarah Drew et Jesse Williams]. 
Épisode 11x15 April est confronté à un patient dont la compagne a coupé son pénis. On voit peu Jackson dans cet épisode. On remarque April légèrement plus agressive et impatiente qu'habituellement.
Épisode 11x16 April veut faire l'amour avec Jackson tout le long de l'épisode mais ce dernier ne veut pas aller trop vite et surprotège ses sentiments. Il ne sait pas si April a besoin de parler ou de plus d'espace. Mais elle lui fera comprendre qu'elle ne veut pas être traitée comme une chose fragile mais comme une femme. Elle veut se sentir comme par le passé. Jackson comprend enfin son désir et lui fait l'amour sur le parking de l'hôpital en atteignant finalement sa voiture

### Saison 12
Après le départ d'April, Jackson est au plus mal. Mais une fois April revenue, il ne veut plus d'elle et souhaite divorcer. Jackson quitte leur appartement et part vivre chez le Dr.Bailey car il ne veut plus vivre avec April. Jackson ignore April et ne veut plus lui parler. Peu de temps après ces évènements, April a des boutons dans le dos et le Dr.Bailey ne voulant pas prendre le risque d'une épidémie, met April en quarantaine dans une "bulle". Au cours de cette journée d'ennui pour April, tous les médecins de l'hôpital viennent lui parler, excepté Jackson, le seul qu'elle voulait vraiment voir. À la fin de cette journée, une fois qu'April fut sortie de la "bulle", elle va voir Jackson en lui disant qu'elle se battra pour leur mariage et qu'elle ne renoncera pas à lui.
Quelques semaines plus tard, un ami d'April, Nathan Riggs, débarque à Seattle pour aider April sur un cas épineux...
Puis, peu de temps après, Jackson et April se donnent rendez-vous dans un restaurant pour parler, mais ce dîner ne donne rien.
Dans le 7e épisode, April et Jackson couchent ensemble. Ensuite, April ne veut plus parler à Jackson à la suite de la nuit qu'ils ont passée ensemble.
Le 11e épisode est totalement consacré au couple Japril. On découvre des scènes inédites de leur relation, c'est-à-dire du moment où April reçoit les papiers de divorce de la part de Jackson (12x09) à leur rencontre en passant par la perte de Samuel et leur mariage. Finalement, April signe les papiers à contre cœur. À la fin de l’épisode on apprend qu'April est enceinte.
Dans la suite des épisodes, April ne veut pas dire à Jackson qu'elle est enceinte car elle veut profiter d'être heureuse avant que ce ne soit la pagaille. Malgré l'aide d'Arizona et d'Alex, elle refuse de faire des examens. April se décide de le dire à Jackson mais quand elle arrive, Jackson vient d'être mis au courant par Arizona. Plus tard, April et Jackson se disputent, April ne veut plus parler à Arizona. Jackson sonne chez April, ils se disputent de nouveau car elle ne voulait pas lui dire tant qu'elle n'était pas sûre que le bébé n'est pas en danger, April lui dit que tant que le bébé n'est pas sorti c'est elle qui décide.
Dans le 16e épisode, la mère de Jackson arrive à l’hôpital, il lui interdit de parler à April mais elle le fait quand même. Finalement, Jackson remercie sa mère d'avoir parlé à April mais en réalité si elle a parlé à April, c'est pour l'attaquer en justice pour avoir caché des informations. April entend Catherine dire que Jackson devrait la poursuivre en justice pour avoir la garde complète du bébé une fois qu'il sera né. Elle pense donc que Jackson est contre elle. On apprend plus tard qu'April a demandé un ordre d'éloignement contre Jackson Lorsqu'elle rentre chez elle et voit un berceau avec une note de la part de Jackson qui dit « Je ne veux pas me battre, on fera tout ce que tu veux ». April comprend donc qu'elle a fait une grosse erreur et pendant ce temps Jackson se fait servir les papiers de l'ordre d'éloignement. Dans les épisodes suivants, April va voir Jackson et lui dit qu'elle pensait qu'il voulait prendre son bébé mais Jackson est vraiment très en colère contre elle. Il va voir un avocat pour essayer d'avoir la garde complète du bébé alors que pendant ce temps April veut retirer l'ordre d'éloignement. Plus tard dans l'hôpital Jackson et April se disputent à cause d'un patient que Jackson voulait mais qu'April a eu en premier. April va voir Jackson car il lui a volé son patient et ils se disputent encore une fois mais Dr Webber leur dit d'arrêter. Le lendemain matin, Arizona ouvre sa porte et voit April devant, mal en point. April entre et dit à Arizona qu'elle pense que quelque chose ne va pas avec son bébé et qu'elle n'arrive plus à respirer. Arizona va donc faire une échographie à April pour voir comment va le bébé et le bébé est en pleine forme et donnait juste des coups de pied à April mais elle ne savait pas quel était cette sensation car Samuel n'avait jamais fait ça. À la fin de l'épisode, Jackson va voir April et lui dit des choses très touchantes (“You were my best friend April, my favorite person.”) et April va lui faire sentir les coups de pied du bébé.
Dans l'épisode final, lors du mariage d'Amélia et Owen, April est témoin mais oublie les alliances chez Meredith. Elle demande alors à Ben de l'emmener. Elle commencera à avoir des contractions et en raison des conditions météorologiques (déluge), elle sera obligée d'accoucher sur place. Ben remarque alors que le bébé sort par le siège et il décide donc de pratiquer une césarienne. Arrivés à l'hôpital, le bébé est né et April et Jackson sont les parents d'une petite fille.

### Saison 13
Dans cette nouvelle saison, Jackson et April vivent ensemble pour Harriet, mais Jackson en a marre des manières qu'April fait dans sa maison pour être la parfaite invitée, il lui en parle, April décide de déménager mais Jackson lui fait savoir qu'il a envie qu'elle reste, c'est ce qu'elle fera. 
Leur relation sera mauvaise car Jackson en veut à April parce qu'elle a accepté le poste de Meredith. 
Un épisode complet leur est consacré : ils se retrouvent tous les deux à la montagne pour une opération. Jackson va rencontrer son père mais ce dernier ne le reconnaîtra pas. Grâce à l'aide d'April, Jackson réussit à lui parler et à lui avouer qu'il est son fils et April et Jackson passeront la nuit ensemble.